# Ngựa Tennessee
Ngựa Tennessee hoặc ngựa bách bộ Tennessee là một giống ngựa thể thao dáng đẹp được biết đến với lối đi bộ bốn nhịp độc đáo và chuyển động có dáng vẻ uyển chuyển điệu đà. Giống ngựa này ban đầu được phát triển ở miền Nam Hoa Kỳ để sử dụng làm các công việc đồng áng ở các trang trại và đồn điền. Chúng là một con ngựa cưỡi thông dụng của cư dân địa phương do tính khí điềm tĩnh nên khi cưỡi có cảm giác êm và yên tâm, chúng có dáng vẻ uyển chuyển và chân chắc. Ngựa Tennessee hiện đại được mô tả là "tinh tế và thanh lịch nhưng cơ thể chắc nịch" Vai và hông chúng dài và dốc, phần lưng ngắn.

## Lịch sử giống
Giống này được phát triển bắt đầu vào cuối thế kỷ XVIII khi ngựa Narragansett Pacers và ngựa Pacers Canada từ miền đông Hoa Kỳ được lai với ngựa Mustang gốc Tây Ban Nha đến từ bang Texas. Sau đó máu của các giống khác sau đó được hòa huyết thêm vào và vào năm 1886 một chú ngựa tên là Black Allan được sinh ra. Nó bây giờ được coi là nền tảng (giống nền) của giống ngựa này. Vào năm 1935, Hiệp hội các nhà lai tạo ngựa Tennessee đã được thành lập vào năm 1947. Năm 1939, Lễ kỷ niệm quốc gia về Ngựa Tennessee đầu tiên được tổ chức. Vào đầu thế kỷ XXI, sự kiện thường niên này đã thu hút sự chú ý và tranh cãi đáng kể, vì những nỗ lực ngăn chặn việc lạm dụng những con ngựa đã được thực hiện để nâng cao hiệu suất của chúng trong chương trình. Ngựa Tennessee thường được sử dụng để trưng diện nhưng cũng thông dụng như một con ngựa cưỡi hành trình (trail riding) trên những dặm đường mòn. Ngựa Tennessee cũng thường được xem thấy trong các bộ phim, chương trình truyền hình và các buổi biểu diễn khác. 